# 保巴西國家公園
16°29′38″S 39°14′13″W / 16.494°S 39.237°W
保巴西國家公園（葡萄牙語：Parque Nacional do Pau Brasil），是巴西的國家公園，位於該國東北部巴伊亞州，處於塞古魯港，成立於1999年4月20日，佔地1.9萬公頃，每年平均降雨量1,389毫米。